# شارع إيميل زولا (مترو باريس)
شارع إيميل زولا (بالفرنسية: Avenue Émile-Zola)‏ هي محطة مترو تابعة لمترو باريس تقع في فرنسا في الدائرة الخامسة عشرة في باريس.

## مقالات ذات صلة
- مترو باريس
- قائمة محطات مترو باريس